# الخسيف (مدينة مأرب)

تعديل مصدري - تعديل

الخسيف هي إحدى قرى عزلة الاشراف بمديرية مدينة مأرب التابعة لمحافظة مأرب، بلغ تعداد سكانها 422 نسمة حسب تعداد اليمن لعام 2004.
تحيط بها ثلاثة مخيمات نزوح 
يوجد بها مركز صحي 
يوجد فيها مدرسة اساسية وثانوية
يوجد فيه سد الخسيف التحويلية اكبر سد بعد سد مأرب وبها منتزهات